# 凱什梅什村
凱什梅什村（波斯語：كشمش），是伊朗吉兰省阿姆拉什县兰库区索馬姆鄉的一个村。2006年人口普查顯示該村人口为27人，分佈在11个家庭中。